# Herdenking Javaanse immigratie in Suriname
De Herdenking Javaanse immigratie in Suriname is een nationale feestdag in Suriname. De dag wordt jaarlijks op 9 augustus gevierd onder alle bevolkingsgroepen.

## Geschiedenis
De dag herinnert eraan dat op 9 augustus 1890 de eerste Javaanse contractarbeiders voet zetten op Surinaamse bodem. Zij maakten de overtocht met het stoomschip Prins Alexander. Het laatste schip, de Kota Gedeh, kwam in 1939 aan. In deze periode van 49 jaar emigreerden meer dan 32.000 Javanen naar Suriname. Een derde van hen keerde later weer terug. De contractarbeiders bleven relatief lang op de plantages wonen en werken. Verder kwam een deel van hen vanaf 1920 te werken in de bauxietwinning en vanaf 1930 in de kleine landbouw.

## Activiteiten
De immigratie van Javanen wordt op deze dag herdacht door onder meer het leggen van kransen, het houden van optochten en lezingen en de officiële publicatie van boeken.
Tijdens het eeuwfeest in 1990 was deze dag het startsein van de bouw van het cultureel centrum Sana Budaya in Geyersvlijt, Paramaribo. Deze kwam er met financiële hulp van Indonesië en werd op 28 oktober 1995 officieel geopend door de Indonesische president Soeharto tijdens diens staatsbezoek aan Suriname.
In 1970 werd in Wageningen het monument 80 jaar Javaanse immigratie onthuld. Op de vooravond van de herdenking in 2006 werd een gunungan als monument 116 jaar Javaanse immigratie in Groningen, Saramacca, onthuld.
De activiteiten worden onder meer georganiseerd door de overheid, de Vereniging Herdenking Javaanse Immigratie (VHJI), opgericht op 15 januari 1985, en de Stichting Comité Herdenking Javaanse Immigratie (STICHJI).

## Monumenten
| Artikel                      | Type                   | Omschrijving                 | Foto | Kunstenaar                         | Onthulling | Locatie                     |
| ---------------------------- | ---------------------- | ---------------------------- | ---- | ---------------------------------- | ---------- | --------------------------- |
| 100 jaar Javaanse immigratie | gedenkzuil             | Gunungan                     |      | Soekidjan Irodikromo en John Djojo | 1990       | Sana Budaya, Paramaribo     |
| Tip Tip                      | monument               | Javaanse tip tip (schoeisel) |      | George Struikelblok                | 2006       | Nieuw-Amsterdam, Commewijne |
| 120 jaar Javaanse immigratie | beeldengroep           | aankomst eerste Javanen      |      | John Djojo                         | 2010       | Mariënburg, Commewijne      |
| 100 jaar Javaanse immigratie | monument               |                              |      | Giman Pawirosemito                 | 1990       | Nieuw-Nickerie, Nickerie    |
| 80 jaar Javaanse immigratie  | standbeeld op een zuil |                              |      | onbekend                           | 1970       | Wageningen, Nickerie        |
| 116 jaar Javaanse immigratie | gedenkzuil             | Gunungan                     |      | Soeki Irodikromo                   | 2006       | Groningen, Saramacca        |
| 100 jaar Javaanse immigratie | monument               |                              |      | onbekend                           | 1990       | Groningen, Saramacca        |